# Jean Chatelain
Pour les articles homonymes, voir Chatelain.
Jean Chatelain, né le 23 novembre 1916 à Nice et mort le 18 avril 1996 à Châtenay-Malabry, est un universitaire et haut fonctionnaire français

## Biographie
Jean Chatelain est professeur agrégé de droit public .
Après quelques années d'enseignement, il est nommé en 1949 directeur de l'école tunisienne d'administration et chef de la mission universitaire et culturelle en Tunisie où il restera jusqu'à l'indépendance de celle-ci en 1958. Il conservera de nombreux liens et amis de cette période.
À son retour à Paris, il est nommé directeur des études de l'ENA, ayant notamment comme étudiant Jacques Chirac.
En 1962, André Malraux le nomme directeur des Musées de France, poste qu'il occupera jusqu'en 1974. Ses qualités de juriste et d'administrateur, la confiance d'André Malraux et des ministres qui lui succéderont lui permettront de mener à bien différentes réformes et de développer le poste : réformes de la réunion des musées nationaux et du statut des personnels , mise en place des premières très grandes expositions ( Toutankhamon par exemple ). Il accompagnera la Joconde pour son premier voyage aux États-Unis sur le France. Il créera le laboratoire de recherche des musées de France installé au Louvre qui deviendra, sous la direction notamment de Madeleine Hours, la référence en matière de recherches d'authenticité et de restauration des œuvres. Il contribuera à transformer la gare d'Orsay en musée.
En 1974 , il souhaite reprendre une activité d'enseignement et d'écriture.
Il enseigne à l'université Paris 1 Panthéon - Sorbonne et à l'École du Louvre, combinant sa formation de juriste et son expérience des musées pour structurer la matière du droit du patrimoine artistique et des œuvres d'art alors encore parcellaire.
Il est l'auteur d'ouvrages de référence :
- Œuvres d'art et objets de collection en droit français, paru en 1982 et plusieurs fois réédité
- Administration et gestion des musées, paru en 1984,
- Droit et administration des collections des musées paru en 1993

Il est également l'auteur d' un ouvrage sur son lointain prédécesseur, Dominique Vivant Denon, directeur du Louvre de Napoléon.

## Publications
- Le statut des nouveaux départements d'outre-mer, 1948
- Art français du XVIIIe siècle, musée d'Art occidental de Tokyo, 1969 (pour l'exposition du 18 octobre au 14 décembre 1969)
- Marc Chagall, Le message biblique de Marc Chagall, préface de Jean Chatelain, Éd. Fernand Mourlot, Paris, 1972
- Dominique Vivant Denon et le Louvre de Napoléon, Paris, Éd. Perrin, 1973, 374p. Prix Charles Blanc de l’Académie française en 1974 ; réédition en 1999
- L'enfant et le musée, 1974
- Œuvres d'art et objets de collections en droit français, Éd. Berger-Levrault, 1982, 252p. ; rééditions en 1990  (ISBN 2-7013-0937-9) , 1997 (C. Pattyn et F.Chatelain ) et 2011 (F.Chatelain et P.Taugourdeau)
- Administration et gestion des musées, Paris, 1984, 400p ; réédition en 1987  (ISBN 2-11-001846-1)
- « Actualité du mécénat », in Ami de Musée, no 2, mars 1990, p. 40-43  (ISBN 2-11-001846-1)
- Le statut juridique des collections des musées d'histoire naturelle, Dijon, Éd. OCIM, 1991, 43p.
- Droit et administration des musées, École du Louvre, la Documentation française, 1993, 675p.  (ISBN 2-11-002918-8)
- Étude sur l'état de la protection juridique dans le domaine des collections d'histoire naturelle, 58p[2].
- La Nouvelle Constitution et le régime politique en France